# Peter Brusse
Peter J. Brusse (Rotterdam, 16 maart 1936) is een Nederlandse schrijver, journalist en oud-hoofdredacteur van het NOS Journaal.

## Levensloop
Brusse groeide op in Groet (Noord-Holland) en werd in zijn jonge jaren Bolke genoemd naar Bolke de Beer. Vader Marie Joseph Brusse was een bekend  journalist voor het dagblad NRC en schrijver van de roman Boefje, moeder was Cornélie Weidema. Peter had een broer en vijf halfbroers uit de drie huwelijken van zijn vader. Zijn halfbroer Ytzen maakte naam als cineast, zijn halfbroer Jan was televisiecorrespondent in Parijs en zijn halfbroer Kees was acteur. Zijn broer Mark werd een bekend beeldhouwer en graficus (ook in Parijs). Zijn andere halfbroers zijn de architect Henk Brusse en de vroeg gestorven Marie Joseph jr. De ooms Willy en Jo Brusse waren eigenaar van W.L. & J. Brusse's Uitgeversmaatschappij in Rotterdam. Nadat zijn vader in 1941 was overleden, verhuisde het gezin naar Nijmegen waar zijn moeder in 1942 hertrouwde met wijnhandelaar J.M.A. Hekking. Brusse zat op het Canisius College in Nijmegen. 
Peter Brusse ging als werkstudent kleine rollen vervullen bij het Rotterdams Toneel en Toneelgroep Centrum. Na zijn rechtenstudie in Amsterdam ging hij in 1962 als redacteur bij de Haagse Post aan de slag. In 1964 stapte hij over naar de Volkskrant en ging voor deze krant als correspondent naar Londen. Buiten het actuele nieuws had hij ook een vaste column, die op maandag verscheen. Zijn kennis van de stad Londen is te zien in de populaire reisgids Neem nou Londen, die in 1968 voor het eerst verscheen en diverse malen herdrukt werd. Ook werkte hij in Londen als NOS-correspondent. In 1985 kwam Peter Brusse weer naar Nederland omdat zijn echtgenote overleed. Hij is daarna hertrouwd.
In september 1985 werd Brusse hoofdredacteur van het NOS Journaal. Hij vertrok op 1 september 1987 bij de NOS omdat hij teleurgesteld was dat hij er niet zijn voorgestelde veranderingen kon doorvoeren. Per die datum werd hij adjunct-hoofddirecteur van het weekblad Elsevier.
In 2001 werd hij benoemd tot officier in de Orde van Oranje Nassau. Sinds 2005 schrijft Brusse wekelijks een necrologie onder de titel Uit het leven, eerst voor de Volkskrant, later voor Vrij Nederland.